# Hepatokutanes Syndrom

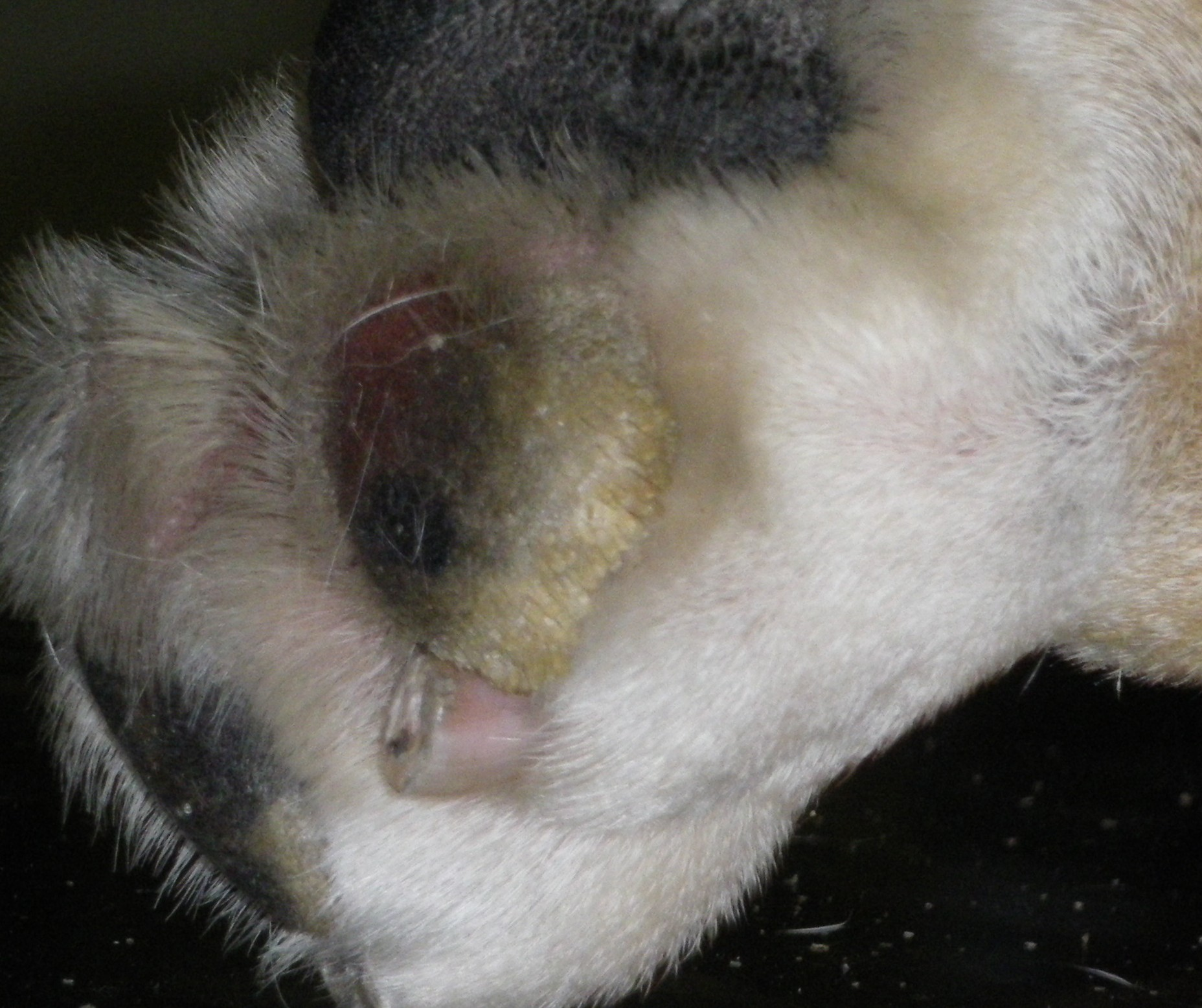
Übermäßige Verhornung der Ballen ist ein häufiges Symptom des Hepatokutanen Syndroms.

Das Hepatokutane Syndrom (griechisch-lateinisch für „Leber-Haut-Krankheitskomplex“; Synonyma: superfizielle nekrolytische Dermatitis, metabolische epidermale Nekrose, diabetische Dermopathie und nekrolytisches migratorisches Erythem) ist eine Hautkrankheit, die vor allem bei älteren Hunden auftritt. Selten sind Katzen betroffen, Einzelfallberichte gibt es auch für Rotfuchs und Spitzmaulnashorn. Bei der Erkrankung kommt es infolge von Leber- oder Bauchspeicheldrüsenerkrankungen zu Hautveränderungen, meist zu Bläschenbildung mit anschließender geschwüriger Veränderung sowie übermäßiger Verhornung.

## Krankheitsentstehung
Der Entstehungsmechanismus ist bislang nicht eindeutig geklärt. Das Hepatokutane Syndrom tritt vor allem bei Hunden mit Leberzirrhose auf, gelegentlich auch bei einem Glucagonom oder Diabetes mellitus. Bei Katzen ist bislang ein Fall bei einem Bauchspeicheldrüsentumor beschrieben. Vermutlich spielt Glucagon die entscheidende Rolle, entweder durch eine zu hohe Sekretion oder einen verminderten Abbau in der Leber infolge der Leberfunktionsstörung. Glucagon steigert die Traubenzuckerneubildung und reduziert die Menge an Aminosäuren im Blut und führt damit zu einer Eiweißunterversorgung in der Haut. Auch ein Mangel an essentiellen Fettsäuren und Zink wird diskutiert. Zink wird vor allem über Albumin transportiert, und Tiere mit Hepatokutanem Syndrom zeigen häufig eine Hypalbuminämie.
Die Mangelversorgung der Haut führt zu einer Degeneration der Keratinozyten. Pathohistologisch zeigen sich ein interzelluläres Ödem, eine Vakuolisierung der Keratinozyten, eine Akanthose und eine Hyperplasie der basalen Epidermis-Zellen.

## Klinisches Bild und Diagnostik
Die Hautveränderungen zeigen sich bei betroffenen Tieren zumeist, bevor Symptome einer Lebererkrankung wie Gelbsucht auftreten. Als Primäreffloreszenz treten Bläschen auf. Nach dem Aufplatzen können sie zu Epitheldefekten (Erosion), Geschwüren (Ulcus) und Krusten werden. Die Veränderungen treten vor allem im Gesicht, den Haut-Schleimhautübergängen, an den Ellbogen, Sprunggelenken, Gliedmaßenenden und Genitalien auf. Eine übermäßige Verhornung der Ballen ist ebenfalls häufig.
Wenn eine Lebererkrankung vorliegt, sind meist auch die Leberenzyme Alkalische Phosphatase und Alanin-Aminotransferase (ALT) erhöht. Zudem können Albuminmangel, Überzuckerung und eine regenerative normozytäre Anämie auftreten. Eine Leberzirrhose lässt sich mittels Sonografie nachweisen. Typisch sind hier hypoechogene Regeneratknoten, die von hyper- bis normoechogenem Parenchym umgeben werden, die dem Organ eine „Honigwaben“- oder „Schweizer-Käse“-Struktur verleihen. Bei Bauchspeicheldrüsentumoren können bis auf den Albuminmangel alle Laborwerte im Normbereich sein.
Differentialdiagnostisch sind vor allem Pemphigus foliaceus, Zink-reaktive Dermatose und Systemischer Lupus erythematodes auszuschließen.

## Behandlung
Eine kausale Therapie ist meist nicht möglich und die Behandlungsaussicht ist maßgeblich vom Grad der Lebererkrankung abhängig. Die therapeutischen Möglichkeiten beschränken sich auf die Gabe von Nahrungszusätzen wie Aminosäuren, essentielle Fettsäuren, Zink und B-Vitaminen.
Mit Glucocorticoiden lassen sich zwar meist die Hautveränderungen kurzfristig verbessern, allerdings führt dies zu einer weiteren Leberschädigung. Eine Behandlung eventueller Sekundärinfektionen der Haut (Pyodermie, Malassezien-Dermatitis) ist dagegen sinnvoll.